# П'яничук Ніна Василівна
Ніна Василівна П'яничук (нар. 21 вересня 1952, село Наливайка, тепер Голованівського району Кіровоградської області) — українська радянська діячка, доярка колгоспу «Росія» Голованівського району Кіровоградської області. Депутат Верховної Ради УРСР 9-го скликання.

## Біографія
Освіта середня.
З 1970 р. — доярка колгоспу «Росія» Голованівського району Кіровоградської області.
Потім — на пенсії у селі Наливайка Голованівського району Кіровоградської області.

## Нагороди
- орден Знак Пошани
- ордени
- медалі